# Alexander Blonz
Alexander Christoffersen Blonz (Clamart, 2000. április 17. –) francia születésű norvég válogatott kézilabdázó, a Aalborg Håndbold balszélsője.

## Pályafutása

### Klubcsapatokban
Pályafutása során hazájában a Viking és az Elverum játékosa volt. Utóbbi csapattal bajnoki címet nyert, és 2020-ban a bajnokság legjobb fiatal játékosának választották. Ugyanebben az évben a Handballplanet internetes szakportál posztja legtehetségesebbjének választotta korosztályában. 2021 májusában hivatalossá vált, hogy a következő idénytől Magyarországon, a MOL Pick Szegedben folytatja pályafutását. Két szezon után a szintén BL-induló dán GOG Håndbold játékosa lett. 
A dán csapat egyik edzésén súlyos térdsérülést szenvedett, a részletes orvosi vizsgálatok során kiderült, hogy vérrög is keletkezett az agyában. A kezelés során egy kisebb szívműtétet is végre kellett hajtani rajta, ami után hosszabb pihenőre kényszerült. 2025 áprilisában bejelentették, hogy a bajnoki címvédő Aalborg Håndboldhoz igazol.

### A válogatottban
A norvég válogatottban 2019-ben mutatkozott be és részt vett az azévi világbajnokságon, ahol ezüstérmet szerzett. A Chile ellen 41–20-ra megnyert csoportmérkőzésen nyolcszor volt eredményes és a mezőny legjobbjának választották. 2020-ban Európa-bajnoki bronzérmes volt. 

## Sikerei, díjai
Elverum
- Norvég bajnok (1): 2020
- Norvég Kupa-győztes: 2019, 2020

Pick Szeged
- Magyar bajnok (1): 2022

Egyéni elismerései
- A norvég bajnokság (Eliteserien) legjobb fiatal játékosa: 2020
- A világ legjobb fiatal balszélsője a Handballplanet.hu szavazásán: 2020[7]